# Hovhannes Erznkatsi
Hovhannes Erznkatsi (in armeno: Հովհաննես Երզնկացի) (Erzincan, 1230 circa – 1293) è stato un filosofo e traduttore armeno.

## Biografia
Hovhannes Erznkatsi, soprannominato "Blouz" probabilmente per la sua bassa statura, nacque a Erzincan, nell'attuale Turchia, in una data imprecisata, ma collocabile intorno al 1230. Studiò nella sua città natale e ricevette il titolo di Vardapet nel 1268.
È considerato uno degli esponenti di punta della letteratura armena medievale. Tenne lezioni non solo in Armenia, ma anche nel Regno armeno di Cilicia, a Gerusalemme e a Tbilisi. Le oltre cento opere in prosa e in versi che ci sono pervenute rivelano uno studioso di eccezionale talento, con una profonda conoscenza estesa ad una molteplicità di materie. Erznkatsi scrisse inni, poesie, prose, commentari, odi, un martirologio, trattati astronomici, e una grammatica della sua lingua.
Venerato e rispettato come "sacerdote erudito e illuminato", Erznkatsi svolse una vasta attività di promozione culturale. Copiò e commissionò ad altri chierici la copiatura opere di natura letteraria, filosofica e teologica. Oratore eccezionale, fu l'oratore principale in occasione del conferimento del cavalierato a Aitone e Teodoro, figli di Leone III, nel 1284. Dopo aver studiato latino, tradusse alcune parti della Summa Theologiae di Tommaso d'Aquino in armeno.
Il sepolcro di Erznkatsi si trova sotto la cattedra vescovile della chiesa di S. Nshan ad Erzincan.